# Millionær en gros
Millionær en gros er en amerikansk stumfilm fra 1918 af James Cruze.

## Medvirkende
- Wallace Reid - Walsingham Van Doren
- Ora Carew - Desiree Lane
- Tully Marshall - Artemus Wilkins
- Charles Ogle - Garage Keeper
- James Neill - Lane